# Mollisia upsaliensis
Mollisia upsaliensis är en svampart som tillhör divisionen sporsäcksvampar, och som beskrevs av Svr?ek. Mollisia upsaliensis ingår i släktet Mollisia, och familjen Dermateaceae. Arten är reproducerande i Sverige.